# アトム通貨
アトム通貨（アトムつうか）は2004年、鉄腕アトム誕生の地高田馬場を中心とする地区で発祥した地域通貨で、手塚プロダクション（東京都新宿区）と早稲田大学平山郁夫記念ボランティアセンター（WAVOC）、地元商店街（9団体）の三者による、街の活性化の新たな施策として始められた。
そこで培ったノウハウを広く一般公開し、それを基に2009年より全国展開も行っている。

## 概説
手塚治虫の著書である「ガラスの地球を救え」を基に4つの理念「地域」「環境」「国際」「教育」を構築し、その推進を目的としている。
各支部の運営は、地元商店街、NPO、大学、企業等が集まり実行委員会を組織し、ボランティア事業として行っている。
同実行委員会で地域通貨券を発行し、商店街やNPO、行政、学校などがアトム通貨の理念「地域」「環境」「国際」「教育」に即したプログラムを展開し、参加者に通貨を配布する。

例えば、商店街では、飲食店で顧客がマイ箸を持参した場合や、青果店で地産地消の商品を購入した場合、レジ袋を断った場合など、環境配慮行動や地域活性化につながる活動をした際に、10～100馬力のアトム通貨を配布している。
また行政やNPOなどは、打ち水、エコキャップやリサイクル品の回収、街の清掃活動、ラジオ体操やお祭りの参加など、地域・学校内でのイベントを活発に行いアトム通貨を配布している。
一方、通貨の使用先は地元商店街で、商品購入の際に1馬力1円相当で使用でき、商店は使用されたアトム通貨を実行委員会事務局に持っていくと1馬力1円で換金される。

## 特徴

### デザイン
アトム通貨の特徴は、センターに透かしを入れるなど凝ったデザインと、質感や環境に配慮した印刷など随所に見られる拘りがあげられる。有名キャラクターを配していること、毎年度デザインを変更することから、コレクションアイテムとされるケースも多い。
また、各支部で発行する通貨の基本デザインは全国どこの地域でも同一だが、センターの透かしの部分のデザインが支部ごとに違っており、春日井支部、女川支部では地元のオリジナルキャラクターが、八重山支部ではマンタなどその地域の名所や名産が描かれている。

2015年度の通貨はカーボン・オフセットに取り組み、バガス紙、ベジタブルインク、水なし印刷を取り入れることで今まで以上にCO2削減努力につとめている。通貨裏面にはカーボン・オフセット認証番号とマークが記載されている。

### 配布量
現在の日本の地域通貨の主流はボランティアマネーで、地域に精通していない限り入手困難なのに対し、アトム通貨は商店街の積極的な配布により、外部の人間でも簡単に入手でき、接触機会が多いことも特徴のひとつ。
アトム通貨では4つの理念に沿った配布方法を各店から募集し、店は独自のアイディアで顧客獲得のために通貨を活用している。しかし地域振興券のように販売はしておらず、入手するには商店が考案した配布プロジェクトや、行政・NPO・自治会・学校が開催するイベントに参加するしかない。
2011年度のアトム通貨の加盟店は1500店舗、配布量は2000万馬力（2000万円）を超え、配布機会は50万回におよぶ。4つの理念の推進を掲げるアトム通貨事業にとって、年間50万回の機会創出は目的達成といえる数字だろう。

### 主な書籍
- 新評論「アトム通貨で描くコミュニティ・デザイン」アトム通貨実行委員会　編
- 岩波新書「新・世界経済入門（改訂版）」西川潤　著
- 碩学舎「新しい公共・非営利のマーケティング」水越康介・藤田健　編著
- ミネルヴァ書房「福祉＋α　地域通貨」西部忠　編著

## 各支部の事業主体と設立年
- 実行委員会本部（NPO法人全国商店街まちづくり実行委員会、株式会社手塚プロダクション）
- 早稲田・高田馬場支部（早稲田大学平山郁夫記念ボランティアセンター）2004年より継続
- 川口支部（西川口並木通り商店街）2009年～2014年[1]
- 札幌支部（発寒北商店街振興組合）2009年～2018年[2]
- 徳島支部（徳島大学）2009年、2010年試験流通
- 松山支部（まちづくり会社まつやま）2010年試験流通
- 新座支部（新座市商工会）2010年より継続
- 仙台支部（NPO法人学割net）2010年～2012年[3]
- 和光支部（和光市商工会）2011年～2016年[4]
- 八重山支部（石垣市商工会）2011年～2019年[5]
- 春日井支部（春日井市商店街連合会）2011年～2022年[6]
- 新宿支部（新宿区商店会連合会）2011年～2014年[1]。2018年から早稲田・高田馬場支部に統合[7]
- 安城支部（安城市商工会議所）2011年～2013年
- 女川支部（女川町商工会）2012年8月より継続

## トピック
- 2008年度 環境省エコ・アクション・ポイントモデル事業に採択[8]
- 2009年度 環境省エコ・アクション・ポイントモデル事業に採択[9]
- 2010年度 環境省エコ・アクション・ポイントモデル事業に採択[10]
- 2010年度 環境省チャレンジ25キャンペーン メディアと民間の連携事業に採択（メディア＝文化放送）[11]
- 2010年度 埼玉県エコマネー推進助成事業（川口支部、新座支部、和光支部）
- 2010年度 北海道いってみたい商店街大賞受賞（札幌支部）[12]
- 2012年度より中学2年公民教科書に掲載
- 2012年度より内藤とうがらし復活プロジェクトの参画/農林水産省知的財産戦略・ブランド化総合事業のうち食文化活動・創出事業（地域段階）に採択
- 2014年度　環境省カーボンオフセット認証取得支援第2次募集に採択[13]